# Janice Griffith
Pour les articles homonymes, voir Griffith.
Janice Griffith (Kristen Khan Hensel), née le 3 juillet 1995 à New York, est une actrice pornographique et mannequin de charme américaine.

## Biographie
Janice Griffith naît d'un père indien et d'une mère guyanaise. Elle entre dans l'industrie du porno en octobre 2013, à l'âge de 18 ans, après avoir contacté sur Twitter le hardeur James Deen, qui lui fait passer son premier test dans une scène de double pénétration avec lui et Toni Ribas,,.
En 2015, Griffith est nommée aux AVN Awards et aux XBIZ Awards dans la catégorie « meilleure nouvelle actrice »,. Elle se distingue aussi dans la catégorie « trio F-H-F » des XBIZ, avec trois nominations en 2015, 2016 et 2018 pour les films Squirt in My Face, Sex Kittens et Flesh Hunter.
En 2019, elle décroche le XBIZ Award de la meilleure scène de sexe dans un film lesbien pour le film After Dark avec Ivy Wolfe.
En juillet 2019, Griffith a joué dans plus de 240 films au total.

## Récompenses et nominations
Source : Internet Adult Film Database
| Année | Cérémonie   | Résultat   | Catégorie                                                    | Œuvre nommée          |
| ----- | ----------- | ---------- | ------------------------------------------------------------ | --------------------- |
| 2015  | AVN Awards  | Nomination | Meilleure nouvelle starlette                                 | NC                    |
| 2015  | AVN Awards  | Nomination | Meilleure scène de triolisme femme/femme/homme               | Squirt in My Face     |
| 2015  | AVN Awards  | Nomination | Prix des fans : débutante la plus chaude                     | NC                    |
| 2015  | XBIZ Awards | Nomination | Meilleure nouvelle starlette                                 | NC                    |
| 2016  | AVN Awards  | Nomination | Meilleure scène de triolisme femme/femme/homme               | Sex Kittens           |
| 2016  | AVN Awards  | Nomination | Prix des fans : Most Spectacular Boobs                       | NC                    |
| 2016  | XBIZ Awards | Nomination | Meilleure scène de sexe - film scénarisé                     | Love, Sex and TV News |
| 2017  | AVN Awards  | Nomination | Best Boy/Girl Sex Scene                                      | Ass Effect            |
| 2018  | AVN Awards  | Nomination | Meilleure actrice                                            | Ingenue               |
| 2018  | AVN Awards  | Nomination | Meilleure scène de triolisme femme/homme/femme               | Flesh Hunter 14       |
| 2018  | XBIZ Awards | Nomination | Best Sex Scene - Couples-Themed Release                      | Ingenue               |
| 2019  | XBIZ Awards | Lauréat    | AVN Award de la meilleure scène de sexe dans un film lesbien | After Dark            |